# 岩手県中学校の廃校一覧
岩手県中学校の廃校一覧（いわてけんちゅうがっこうのはいこういちらん）は、岩手県の中学校の廃校の一覧。対象となるのは学制改革（1947年）以降に廃校となった中学校と分校である。なお、名称は廃校当時のもの。廃校当時に中学校の所属していた自治体が合併されて消滅している場合は現行の自治体に含める。

## 盛岡広域振興圏

### 盛岡市
- 盛岡市立加賀野中学校（1955年盛岡市立下小路中学校へ統合）[1]
- 盛岡市立本宮中学校（1966年新設の盛岡市立大宮中学校へ統合）[2]
- 盛岡市立太田中学校（同上）[2]
- 盛岡市立川目中学校（1974年盛岡市立河南中学校へ統合）[3]
- 盛岡市立簗川中学校（同上）[3]
- 盛岡市立砂子沢中学校（同上）[3]
- 盛岡市立根田茂中学校（同上）[3]
- 盛岡市立黒石野中学校みどり学園分校（1978年閉校）[4]
- 盛岡市立浅岸中学校（1980年下小路中へ統合）[1]
- 盛岡市立薮川中学校〈2代目〉（2014年盛岡市立米内中学校へ統合[2]）
- 盛岡市立繋中学校（2020年大宮中へ統合）[2]

玉山村（2006年廃止）
- 玉山村立玉山中学校〈旧〉（1963年10月新制の盛岡市立玉山中学校〈当時：玉山村立〉へ統合）[5]
- 玉山村立城内中学校（同上）[5]
- 玉山村立巻堀中学校盛岡一高分校（1979年閉校）[6]
- 玉山村立渋民中学校〈旧〉（1984年新制の盛岡市立渋民中学校〈当時：玉山村立〉へ統合）[7]
- 玉山村立生出中学校（同上）[7]
- 玉山村立姫神中学校（1990年盛岡市立巻堀中学校〈当時：玉山村立〉へ統合）[6]
- 玉山村立藪川中学校〈初代〉（1998年新制の藪川中〈2代目〉へ統合）[8]
- 玉山村立外山中学校（同上）[8]
- 玉山村立藪川中学校亀橋分校（同上）[8]

### 八幡平市
- 八幡平市立田山中学校〈2代目〉（2013年八幡平市立安代中学校へ統合）[9]

安代町（2005年廃止）
- 安代町立田山中学校〈初代〉（1963年新制の田山中〈2代目〉へ統合）[9]
- 安代町立舘市中学校（同上）[9]
- 安代町立花輪鉱山中学校（同上）[9]
- 安代町立安代中学校畑分校（1966年閉校）[2]
- 安代町立田山中学校袰部分校（1966年閉校）[9]

西根町（2005年廃止）
- 西根町立大更中学校渋川分校
- 西根町立平舘中学校（1961年新設の八幡平市立西根第一中学校〈当時：西根町立〉へ統合）[10]
- 西根町立寺田中学校（同上）[10]
- 西根町立大更中学校（1965年新設の八幡平市立西根中学校〈当時：西根町立〉へ統合）[11]
- 西根町立東大更中学校（同上）[11]
- 西根町立田頭中学校（同上）[11]

松尾村（2005年廃止）
- 松尾村立松尾鉱山中学校（1970年閉校）[12]
- 松尾村立屋敷台中学校（1974年八幡平市立松尾中学校〈当時：松尾村立〉へ統合）[13]

### 滝沢市
滝沢村（2014年・滝沢市へ市制施行）
- 滝沢村立篠木中学校（1964年新設の滝沢市立滝沢南中学校〈当時：滝沢村立〉へ統合）[14]
- 滝沢村立滝沢中学校〈初代〉（同上）[14][注 1]

### 岩手郡

#### 雫石町
- 雫石町立雫石中学校〈旧〉（1972年新制の雫石町立雫石中学校〈新〉へ統合）[15]
- 雫石町立西山中学校（同上）[15]
- 雫石町立御明神中学校（同上）[15]
- 雫石町立御所中学校（同上）[15]
- 雫石町立大村中学校（同上）[15]

#### 葛巻町
- 葛巻町立葛巻中学校江刈川分校（1956年葛巻町立江刈中学校から移管、1965年閉校）[16]
- 葛巻町立小田中学校（1969年葛巻町立葛巻中学校へ統合）[16]
- 葛巻町立星野中学校（同上）[16]
- 葛巻町立田野中学校（同上）[16]
- 葛巻町立馬淵中学校（1958年江刈中から独立、1976年再統合）[2]
- 葛巻町立小屋瀬中学校〈旧〉（1996年統合により葛巻町立小屋瀬中学校〈新〉へ）[17]
- 葛巻町立小屋瀬中学校上外川分校（同上）[17]
- 葛巻町立小屋瀬中学校土谷川分校（同上）[17]
- 葛巻町立吉ヶ沢中学校（同上）[17]
- 葛巻町立冬部中学校（2000年葛巻中へ統合）[16]

#### 岩手町
- 岩手町立岩手第一中学校（1970年水堀中と統合し岩手町立沼宮内中学校へ）[2]
- 岩手町立水堀中学校（1970年岩手第一中と統合し沼宮内中へ）[2]
- 岩手町立川口中学校〈旧〉（1975年統合により岩手町立川口中学校〈新〉へ）[18]
- 岩手町立南山形中学校（同上）[18]
- 岩手町立穀蔵中学校（同上）[18]
- 岩手町立岩瀬張中学校（1990年北山形中と統合し東部中へ）[18]
- 岩手町立北山形中学校（1990年岩瀬張中と統合し東部中へ）[18]
- 岩手町立東部中学校（2016年沼宮内中へ統合）[19]

### 紫波郡

#### 紫波町
- 紫波町立赤石中学校（1955年日詰中と統合し紫波町立紫南中学校となり、1956年紫波町立紫波第一中学校へ改称）[20]
- 紫波町立日詰中学校（1955年赤石中と統合し紫南中となり、1956年紫波第一中へ改称）[20]
- 紫波町立古舘中学校（1956年紫波第一中へ統合）[20]
- 紫波町立彦部中学校（1960年統合により紫波町立紫波第二中学校へ）[21]
- 紫波町立佐比内中学校（同上）[21]
- 紫波町立赤沢中学校（同上）[21]
- 紫波町立長岡中学校（同上）[21]
- 紫波町立水分中学校（1962年志和中と統合し紫波町立紫波第三中学校へ）[22]
- 紫波町立志和中学校（1962年水分中と統合し紫波第三中へ）[22]

#### 矢巾町
- 矢巾村立徳田中学校（1959年統合により矢巾町立矢巾中学校〈当時：矢巾村立〉へ）[23]
- 矢巾村立煙山中学校（同上）[23]
- 矢巾村立不動中学校（同上）[23]

## 県南広域振興圏

### 奥州市
- 奥州市立南都田中学校（2017年統合により奥州市立胆沢中学校へ）[24]
- 奥州市立小山中学校（同上）[24]
- 奥州市立若柳中学校（同上）[24]
- 奥州市立田原中学校（2019年奥州市立江刺第一中学校へ統合）[25]
- 奥州市立江刺東中学校（2022年江刺第一中ヘ統合）[26]
- 奥州市立江刺南中学校（同上）[26]

水沢市（2006年廃止）
- 水沢市立佐倉河中学校（1962年奥州市立水沢中学校〈当時：水沢市立〉へ統合）[2]
- 水沢市立常盤中学校（1964年羽田中と統合し奥州市立東水沢中学校〈当時：水沢市立〉へ）[27]
- 水沢市立羽田中学校（1964年常磐中と統合し東水沢中へ）[27]
- 水沢市立黒石中学校（1969年統合により水沢市立南中学校〈現：奥州市立水沢南中学校〉へ）[2]
- 水沢市立姉体中学校（同上）[2]
- 水沢市立真城中学校（同上）[2]

江刺市（2006年廃止）
- 江刺市立岩谷堂中学校（1963年統合により江刺第一中へ）[28]
- 江刺市立稲瀬中学校（同上）[28]
- 江刺市立田原第一中学校（同上）[28]
- 江刺市立愛宕中学校（同上）[28]
- 江刺市立藤里中学校（1978年伊手中と統合し江刺南中へ）[29]
- 江刺市立伊手中学校（1978年藤里中と統合し江刺南中へ）[29]
- 江刺市立米里中学校（1978年統合により江刺東中へ）[30]
- 江刺市立木細工中学校（同上）[30]
- 江刺市立玉里中学校（同上）[30]
- 江刺市立広瀬中学校（同上）[30]
- 江刺市立梁川中学校（同上）[30]

前沢町（2006年廃止）
- 前沢町立前沢中学校〈旧〉（1963年統合により奥州市立前沢中学校〈当時：前沢町立〉へ）[31]
- 前沢町立古城中学校（同上）[31]
- 前沢町立生母中学校（同上）[31]
- 前沢町立白山中学校（同上）[31]

胆沢村（2006年廃止）
- 胆沢村立若柳中学校前川分校（1960年11月30日休校、1961年廃校）[32]
- 胆沢村立若柳中学校下嵐江分校（1963年）[32]
- 胆沢町立若柳中学校市野々分校（1969年）[32]

若柳村（1955年廃止）
- 若柳村立若柳中学校尿前分校（1950年）[32]

衣川村（2006年廃止）
- 衣川村立衣川中学校〈旧〉（1965年統合により奥州市立衣川中学校〈当時：衣川村立〉へ）[2]
- 衣川村立衣里中学校（同上）[2]
- 衣川村立北股中学校（同上）[2]
- 衣川村立南股中学校（同上）[2]

### 一関市
- 一関市立真滝中学校（2008年弥栄中と統合し一関市立一関東中学校へ）[33]
- 一関市立弥栄中学校（2008年真滝中と統合し一関東中へ）[33]
- 一関市立猿沢中学校（2014年大東中へ統合）[34]
- 一関市立山目中学校（2015年中里中と統合し一関市立磐井中学校へ）[35]
- 一関市立中里中学校（2015年山目中と統合し磐井中へ）[35]
- 一関市立本寺中学校（2018年厳美中へ統合）[36]
- 一関市立大東中学校〈旧〉（2023年統合により一関市立大東中学校〈新〉へ）[37]
- 一関市立大原中学校（同上）[37]
- 一関市立興田中学校（同上）[37]

一関市〈2代目〉（2005年廃止）
- 一関市立狐禅寺中学校（1951年11月一関市立桜町中学校新設のため廃校）[38]
- 一関市立真滝中学校真柴分校（1952年10月一関市立一関中学校へ統合）[39]
- 一関市立萩荘第一中学校（1970年萩荘第二中と統合し一関市立萩荘中学校へ）[40]
- 一関市立萩荘第二中学校（1970年萩荘第一中と統合し萩荘中へ）[40]
- 一関市立厳美中学校〈旧〉（1950年厳美第一中から改称[38]、1974年統合により一関市立厳美中学校〈新〉へ）[36]
- 一関市立山谷中学校（1950年厳美第一中山谷分校から独立[38]、1974年厳美中〈新〉へ）[36]
- 一関市立達古袋中学校（1952年第二中から改称[38]、1974年厳美中〈新〉へ）[36]
- 一関市立本寺中学校祭畤冬季分校（1976年）[38]

舞川村（1955年廃止）
- 舞川村立舞川中学校相川分教室（1952年）[38]
- 舞川村立舞川中学校舞草分教室（同上）[38]

大東町（2005年廃止）
- 大東町立摺沢中学校（1957年渋民中と統合し大東中へ）[34]
- 大東町立渋民中学校（1957年摺沢中と統合し大東中へ）[34]
- 大東町立大原中学校内野分校（1971年）[41]
- 大東町立曽慶中学校（1971年大東中[34]と大原中[41]へ分割統合）

興田村（1955年廃止）
- 興田村立興田中学校中川分室（1950年8月）[42]
- 興田村立興田中学校天狗田分室（1950年8月）[42]
- 興田村立興田中学校丑石分室（1950年8月）[42]
- 興田村立興田中学校冬季分校（1966年12月）[42]

千厩町（2005年廃止）
- 千厩町立磐清水中学校（1961年千厩中〈旧〉へ統合）[38]
- 千厩町立清田中学校（同上）[38]
- 千厩町立千厩中学校〈旧〉（2000年新制の一関市立千厩中学校〈当時：千厩町立〉へ統合）[43]
- 千厩町立小梨中学校（同上）[43]
- 千厩町立奥玉中学校（同上）[43]

川崎村（2005年廃止）
- 川崎村立薄衣中学校（1962年門崎中と統合し一関市立川崎中学校へ）[44]
- 川崎村立門崎中学校（1962年薄衣中と統合し川崎中へ）[44]

藤沢町（2011年廃止）
- 藤沢町立曲田中学校（1953年黄海中曲田分校から独立、1963年6月黄海中へ統合）[38]
- 藤沢町立大津保中学校（1956年大籠中と保呂羽中へ分割）[38]
- 藤沢町立藤沢中学校〈初代〉（1969年統合により藤沢中〈2代目〉へ）[38]
- 藤沢町立大籠中学校（同上）[38]
- 藤沢町立保呂羽中学校（同上）[38]
- 藤沢町立八沢中学校（同上）[38]
- 藤沢町立藤沢中学校〈2代目〉（2004年黄海中と統合し一関市立藤沢中学校〈当時：藤沢町立〉へ）[45]
- 藤沢町立黄海中学校（2004年藤沢中〈2代目〉と統合し藤沢中〈3代目〉へ）[45]

八沢村（1955年廃止）
- 八沢村立八沢中学校新沼分教室（1949年11月）[46]
- 八沢村立八沢中学校徳田分教室（同上）[46]

花泉町（2005年廃止）
- 花泉町立花泉中学校〈初代〉（1965年統合により花泉北中へ）[38]
- 花泉町立老松中学校（同上）[38]
- 花泉町立金沢中学校（同上）[38]
- 花泉町立日形中学校（同上）[38]
- 花泉町立油島中学校（同上）[38]
- 花泉町立涌津中学校（1970年花泉北中へ統合）[38]
- 花泉町立花泉南中学校（1970年永井中から改称、2005年花泉北中と統合し一関市立花泉中学校〈当時：花泉町立〉へ）[47]
- 花泉町立花泉北中学校（2005年花泉南中と統合し花泉中〈2代目〉へ）[47]

東山町（2005年廃止）
- 東山町立長坂中学校（1968年新設の一関市立東山中学校〈当時：東山町立〉へ統合）[38]
- 東山町立田河津中学校（同上）[38]
- 東山町立松川中学校（同上）[38]

室根村（2005年廃止）
- 室根村立折壁中学校（1971年新設の一関市立室根中学校〈当時：室根村立〉へ統合）[38]
- 室根村立矢越中学校（同上）[38]
- 室根村立津谷川中学校（同上）[38]

### 花巻市
- 花巻市立田瀬中学校（2008年花巻市立東和中学校へ統合）[48]

花巻市〈旧〉（2006年廃止）
- 花巻市立笹間中学校（1960年太田中と統合し花巻市立西南中学校へ）[49]
- 花巻市立太田中学校（1960年笹間中と統合し西南中へ）[49]
- 花巻市立豊沢中学校（1966年11月30日）
- 花巻市立湯口中学校〈旧〉（1969年前田中と統合し花巻市立湯口中学校〈新〉へ）[50]
- 花巻市立前田中学校（1969年湯口中〈旧〉と統合し湯口中〈新〉へ）[50]
- 花巻市立花巻中学校ぎんどろ分校（2003年）[2]

石鳥谷町（2006年廃止）
- 石鳥谷町立石鳥谷中学校〈旧〉（1964年統合により花巻市立石鳥谷中学校〈当時：石鳥谷町立〉へ）[51]
- 石鳥谷町立新堀中学校（同上）[51]
- 石鳥谷町立八幡中学校（同上）[51]
- 石鳥谷町立八重畑中学校（同上）[51]
- 石鳥谷町立山屋中学校（1973年石鳥谷中へ統合）[51]

大迫町（2006年廃止）
- 大迫町立大迫中学校〈旧〉（1967年統合により花巻市立大迫中学校〈当時：大迫町立〉へ）[52]
- 大迫町立内川目中学校（同上）[52]
- 大迫町立亀ケ森中学校（同上）[52]
- 大迫町立外川目中学校（同上）[52]
- 大迫町立大又中学校（同上）[52]

東和町（2006年廃止）
- 東和町立小山田中学校（1961年統合により東和中へ[48]）[2]
- 東和町立谷内中学校（同上）[2]
- 東和町立土沢中学校（同上）[2]
- 東和町立中内中学校（同上）[2]

### 北上市
北上市〈旧〉（1991年廃止）
- 北上市立黒沢尻中学校（1958年統合により北上市立北上中学校へ）[53]
- 北上市立黒岩中学校（同上）[53]
- 北上市立門岡中学校（同上）[53]
- 北上市立二子中学校（1958年更木中と統合し北上市立北上北中学校へ）[53]
- 北上市立更木中学校（1958年二子中と統合し北上北中へ）[53]
- 北上市立相去中学校（1961年鬼柳中と統合し北上市立南中学校へ）[53]
- 北上市立鬼柳中学校（1961年相去中と統合し南中へ）[53]

和賀町（1991年廃止）
- 和賀町立仙人中学校（1969年横川目中と統合し北上市立和賀西中学校〈当時：和賀町立〉へ）[53]
- 和賀町立横川目中学校（1969年仙人中と統合し和賀西中へ）[53]
- 和賀町立岩崎第一中学校（1972年藤根中と統合し北上市立和賀東中学校〈当時：和賀町立〉へ）[53]
- 和賀町立藤根中学校（1972年岩崎第一中と統合し和賀東中へ）[53]

### 遠野市
- 遠野市立大出中学校（2007年[54]）
- 遠野市立遠野中学校〈初代〉（2013年統合により遠野市立遠野中学校〈2代目〉へ）[55]
- 遠野市立綾織中学校（同上）[55]
- 遠野市立附馬牛中学校（同上）[55]
- 遠野市立土淵中学校（2013年統合により遠野市立遠野東中学校へ）[56]
- 遠野市立青笹中学校（同上）[56]
- 遠野市立上郷中学校（同上）[56]
- 遠野市立小友中学校（2013年宮守中と統合し遠野市立遠野西中学校へ）[57]
- 遠野市立宮守中学校（2013年小友中と統合し遠野西中へ）[57]

遠野市〈旧〉（2005年廃止）
- 遠野市立松崎中学校（1958年9月遠野中〈初代〉へ統合）[58]

宮守村（2005年廃止）
- 宮守村立達曽部中学校（1979年宮守中へ統合）[2]
- 宮守村立鱒沢中学校（同上）[2]

### 和賀郡

#### 西和賀町
沢内村（2005年廃止）
- 沢内村立沢内第一中学校（1972年統合により西和賀町立沢内中学校〈当時：沢内村立〉へ）[2]
- 沢内村立沢内第二中学校（同上）[2]
- 沢内村立沢内第三中学校（同上）[2]
- 沢内村立貝沢中学校（同上）[2]

湯田町（2005年廃止）
- 湯田町立川尻中学校卯根倉分校
- 湯田町立川尻中学校元山分校
- 湯田町立川尻中学校（1969年湯本中と統合し西和賀町立湯田中学校〈当時：湯田町立〉へ）[59]
- 湯田町立湯本中学校（1969年川尻中と統合し湯田中へ）[59]
- 湯田町立鷲合森中学校（1972年閉校）

### 胆沢郡

#### 金ケ崎町
- 金ケ崎町立金ケ崎中学校〈旧〉（1965年統合により金ケ崎町立金ケ崎中学校〈新〉へ）[2]
- 金ケ崎町立永岡中学校（同上）[2]
- 金ケ崎町立六原中学校（同上）[2]
- 金ケ崎町立金ケ崎中学校高谷野原分校（同上）[2]

### 西磐井郡

#### 平泉町
- 平泉町立長島中学校（1976年平泉町立平泉中学校へ統合）[2]

## 沿岸広域振興圏

### 釜石市
- 釜石市立鵜住居中学校（1974年統合により釜石市立釜石東中学校へ）[60]
- 釜石市立箱崎中学校（同上）[60]
- 釜石市立栗林中学校（同上）[60]
- 釜石市立平田中学校（1963年釜石市立大平中学校へ統合）[61]
- 釜石市立大松中学校（1968年統合により釜石市立釜石西中学校へ）[2]
- 釜石市立大橋中学校（同上）[2]
- 釜石市立尾崎中学校（1969年大平中へ統合）[61]
- 釜石市立釜石西中学校（1998年釜石市立甲子中学校へ統合）[62]
- 釜石市立釜石第一中学校（2006年統合により釜石市立釜石中学校へ）[63]
- 釜石市立釜石第二中学校（同上）[63]
- 釜石市立小佐野中学校（同上）[63]
- 釜石市立橋野中学校（2007年釜石東中へ統合）[60]

### 宮古市
宮古市〈旧〉（2005年廃止）
- 宮古市立第一中学校〈旧〉（1949年第三中の一部と統合し宮古市立第一中学校〈新〉へ）[64]
- 宮古市立第三中学校（1949年第一中〈新〉と高浜中へ分割）[65]
- 宮古市立高浜中学校（1954年第一中の一部と統合し宮古市立河南中学校へ）[65]
- 宮古市立重茂中学校千鶏分校（1954年10月1日）[64]
- 宮古市立重茂中学校川代分校（1971年）[2]
- 宮古市立崎山中学校はまゆり分校（1979年崎山小はまゆり分校と統合し宮古市立はまゆり養護学校〈現：岩手県立宮古恵風支援学校〉へ）[66]
- 宮古市立花輪中学校神倉分校（2000年）[2]
- 宮古市立愛宕中学校（2001年第一中・宮古市立第二中学校・宮古市立津軽石中学校へ分割統合）[2]
- 宮古市立田老第三中学校（2011年宮古市立田老第一中学校へ統合）[2]
- 宮古市立亀岳中学校（2005年第一中へ統合）[2]

新里村（2005年廃止）
- 新里村立刈屋中学校〈初代〉（1961年統合により新里中〈初代〉へ）[2]
- 新里村立蟇目中学校〈初代〉（同上）[2]
- 新里村立茂市中学校〈初代〉（同上）[2]
- 新里村立和井内中学校〈初代〉（同上）[2]
- 新里村立新里中学校〈初代〉（1963年刈屋中・蟇目中・茂市中・和井内中〈いずれも2代目〉へ分割）[2]
- 新里村立刈屋中学校〈2代目〉（1984年和井内中〈2代目〉と統合し刈屋中〈3代目〉へ）[2]
- 新里村立和井内中学校〈2代目〉（1984年刈屋中〈2代目〉と統合し刈屋中〈3代目〉へ）[2]
- 新里村立刈屋中学校〈3代目〉（2003年統合により宮古市立新里中学校〈当時：新里村立〉へ）[2]
- 新里村立蟇目中学校〈2代目〉（同上）[2]
- 新里村立茂市中学校〈2代目〉（同上）[2]

田老町（2005年廃止）
- 田老町立田老第二中学校（1972年閉校）

川井村（2010年廃止）
- 川井村立川内中学校（1985年宮古市立川井中学校〈当時：川井村立〉へ統合）[2]
- 川井村立箱石中学校（同上）[2]
- 川井村立小国中学校（2005年川井中へ統合）[2]
- 川井村立門馬中学校（同上）[2]

### 大船渡市
- 大船渡市立盛中学校（1961年新設の大船渡市立第一中学校へ統合）[67]
- 大船渡市立立根中学校（同上）[67]
- 大船渡市立日頃市中学校（2020年第一中へ統合）[68]
- 大船渡市立越喜来中学校（同上）[69]
- 大船渡市立吉浜中学校（同上）[70]
- 大船渡市立赤崎中学校（2021年新設の大船渡市立東朋中学校へ統合）[71]
- 大船渡市立綾里中学校（同上）[71]
- 大船渡市立大船渡中学校〈旧〉（2025年新制の大船渡市立大船渡中学校へ統合）[2]
- 大船渡市立末崎中学校（同上）[2]

三陸町（2001年廃止）
- 三陸町立吉浜中学校大窪山分校（1962年閉校）[70]

越喜来村（1956年廃止）
- 越喜来村立越喜来中学校崎浜分校[69]

猪川村（1952年廃止）
- 猪川村立猪川中学校（1950年盛中へ統合）[67]

### 陸前高田市
- 陸前高田市立高田中学校（1965年新設の陸前高田市立第一中学校へ統合）[72]
- 陸前高田市立竹駒中学校（同上）[72]
- 陸前高田市立下矢作中学校（1966年第一中へ統合）[72]
- 陸前高田市立矢作中学校（2011年第一中へ統合）[72]
- 陸前高田市立広田中学校（2013年新設の陸前高田市立高田東中学校へ統合）[73]
- 陸前高田市立小友中学校（同上）[73]
- 陸前高田市立米崎中学校（同上）[73]
- 陸前高田市立横田中学校（2016年第一中へ統合）[74]
- 陸前高田市立気仙中学校（2018年新設の陸前高田市立高田第一中学校へ統合）[72]
- 陸前高田市立第一中学校（同上）[72]

気仙町（1955年廃止）
- 気仙町立気仙中学校気仙小分室（1950年閉校）[75]

### 気仙郡

#### 住田町
- 住田町立大股中学校姥石分校（1971年閉校）[2]
- 住田町立下有住中学校（1971年新設の住田町立有住中学校へ統合）[2][76]
- 住田町立上有住中学校（同上）[2][76]
- 住田町立五葉中学校（同上）[2][76]
- 住田町立大股中学校（1984年住田町立世田米中学校へ統合）[2][76]
- 住田町立世田米中学校（2024年新設の住田町立住田中学校へ統合）[77]
- 住田町立有住中学校（同上）[77]

世田米町（1955年廃止）
- 世田米町立世田米中学校大股分校（1950年住田町立大股中学校として独立〈当時：世田米町立〉）[78]

### 上閉伊郡

#### 大槌町
- 大槌町立小鎚中学校（1971年大槌中へ統合）[79]
- 大槌町立金沢中学校（1974年大槌中へ統合）[79]
- 大槌町立金沢中学校長井分校（同上）[79]
- 大槌町立大槌中学校（2016年大槌町立大槌小学校とともに大槌町立大槌学園へ統合）[80]

### 下閉伊郡

#### 山田町
- 山田町立大沢中学校（1965年山田町立山田中学校へ統合）[2]
- 山田町立船越中学校（同上）[2]
- 山田町立織笠中学校（同上）[2]
- 山田町立織笠中学校外山分校（同上）[2]
- 山田町立豊間根中学校（2020年山田中へ統合）[81]

#### 岩泉町
- 岩泉町立安家中学校江川分校（1968年閉校）[82]
- 岩泉町立安家中学校川口分校（1968年閉校）[82]
- 岩泉町立釜津田中学校櫃取分校（1970年閉校）[82]
- 岩泉町立岩泉中学校乙茂分校（1972年閉校）[82]
- 岩泉町立釜津田中学校滝の上分校（1972年閉校）[82]
- 岩泉町立岩泉中学校鼠入分校（1981年閉校）[83]
- 岩泉町立国見中学校（1984年岩泉町立小川中学校へ統合）[83]
- 岩泉町立小川中学校三田貝分校（同上）[83]
- 岩泉町立釜津田中学校砂子分校（1986年閉校）[83]
- 岩泉町立浅内中学校（1992年岩泉町立岩泉中学校へ統合）[83]
- 岩泉町立有芸中学校肘葛分校（1993年閉校）[83]
- 岩泉町立権現中学校（1994年小川中へ統合）[83]
- 岩泉町立大平中学校（2008年安家中へ統合）[83]
- 岩泉町立大川中学校（2013年岩泉中へ統合）[2]
- 岩泉町立有芸中学校（同上）[2]
- 岩泉町立安家中学校（2013年休校[84]、2014年再開[84]、2020年岩泉中へ統合[85]）
- 岩泉町立釜津田中学校（2022年岩泉中へ統合）[86]

#### 田野畑村
- 田野畑村立田野畑中学校島越分校（1972年閉校）[2]
- 田野畑村立田野畑中学校浜岩泉分校（1972年閉校）[2]
- 田野畑村立田野畑中学校沼袋分校（1972年閉校）[2]
- 田野畑村立田野畑中学校羅賀分校（1972年閉校）[2]
- 田野畑村立田野畑中学校机分校（1972年閉校）[2]

## 県北広域振興圏

### 久慈市
- 久慈市立霜畑中学校（2009年久慈市立山形中学校へ統合）[87]
- 久慈市立麦生中学校（1954年侍浜中麦生分校から独立、2009年久慈市立侍浜中学校[88]と久慈市立夏井中学校[89]へ分割統合）
- 久慈市立山根中学校（2014年[90]長内中へ統合[91]）

久慈市〈旧〉（2006年廃止）
- 久慈市立久慈中学校枝成沢分校（1957年閉校）[91]
- 久慈市立滝中学校（1989年久慈市立長内中学校へ統合）[91]

長内町（1954年廃止）
- 長内町立長内中学校浜埜分校（1953年閉校）[91]

山形村（2006年廃止）
- 山形村立日野沢中学校（1970年山形中〈初代〉へ統合）[91]
- 山形村立山形中学校〈初代〉（1983年新制の山形中〈2代目〉へ統合）[87]
- 山形村立繋中学校（同上）[91]
- 山形村立荷軽部中学校（同上）[91]
- 山形村立来内中学校（同上）[91]
- 山形村立戸呂町中学校（同上）[91]
- 山形村立小国中学校（1990年山形中へ統合）[87]

### 二戸市
- 二戸市立上斗米中学校（2010年二戸市立福岡中学校へ統合）[92]
- 二戸市立仁左平中学校（2011年金田一中へ統合）[93]
- 二戸市立御返地中学校（2019年福岡中へ統合）[94]

二戸市〈旧〉（2006年廃止）
- 二戸市立釜沢中学校（1970年二戸市立金田一中学校へ統合し釜沢校舎となり、1971年12月25日完全統合）[93]

浄法寺町（2006年廃止）
- 浄法寺町立川又中学校（1995年二戸市立浄法寺中学校〈当時：浄法寺町立〉へ統合）[95]
- 浄法寺町立大嶺中学校（2005年浄法寺中へ統合）[95]

福岡町（1972年廃止）
- 福岡町立白鳥中学校（1957年福岡中に分校化され、1959年同校へ統合）[92]
- 福岡町立石切所中学校（1963年福岡中へ統合）[92]
- 福岡町立下斗米中学校（1965年福岡中へ統合）[92]

### 九戸郡

#### 軽米町
- 軽米町立軽米中学校〈旧〉（1972年新制の軽米町立軽米中学校へ統合）[96]
- 軽米町立長倉中学校（同上）[96]
- 軽米町立円子中学校（同上）[96]
- 軽米町立小玉川中学校（2002年小軽米中へ統合）[2]
- 軽米町立笹渡中学校（2014年軽米中へ統合）[96]
- 軽米町立小軽米中学校（同上）[96]
- 軽米町立晴山中学校（同上）[96]

#### 九戸村
- 九戸村立伊保内中学校（1979年新設の九戸村立九戸中学校へ統合）[2]
- 九戸村立江刺家中学校（同上）[2]
- 九戸村立戸田中学校（同上）[2]

#### 洋野町
- 洋野町立大和中学校（2007年洋野町立種市中学校へ統合）[97]
- 洋野町立城内中学校（2010年種市中へ統合）[97]
- 洋野町立角浜中学校（同上）[97]
- 洋野町立大野第一中学校（2011年新設の洋野町立大野中学校へ統合）[2]
- 洋野町立大野第二中学校（同上）[2]
- 洋野町立宿戸中学校（2020年種市中へ統合）[97]

種市町（2006年廃止）
- 種市町立平内中学校（1962年種市中へ統合）[97]

### 二戸郡

#### 一戸町
- 一戸町立一戸中学校〈旧〉（1959年新制の一戸町立一戸中学校へ統合）[98]
- 一戸町立浪打中学校（同上）[98]
- 一戸町立楢山中学校（同上）[98]
- 一戸町立西法寺中学校（同上）[98]
- 一戸町立岩舘中学校（同上）[98]
- 一戸町立姉帯中学校（1959年小鳥谷中へ統合）[99]
- 一戸町立面岸中学校（1980年小鳥谷中へ統合）[99]
- 一戸町立上小友中学校（1981年鳥海中へ統合）[2]
- 一戸町立平糠中学校（2000年小鳥谷中へ統合）[99]
- 一戸町立鳥海中学校（2011年一戸中へ統合）[98]
- 一戸町立小鳥谷中学校（2016年一戸中へ統合）[98]

## 私立
- 頌美中学校（久慈市）（1993年閉校）[100]